# True Colours (Level 42)
True Colours è il quinto album del gruppo musicale britannico Level 42, pubblicato dall'etichetta discografica Polydor nel 1984.
L'album, disponibile su long playing, musicassetta e compact disc, è prodotto da Ken Scott. I brani portano la firma di Mark King e Philip Gould, con la partecipazione di altri autori in 5 dei 9 brani.
Dal disco vengono tratti i singoli Hot Water e The Chant Has Begun.

## Tracce

### Lato A
1. The Chant Has Begun - 5:23
2. Kansas City Milkman - 5:31
3. Seven Days - 4:26
4. Hot Water - 5:41

### Lato B
1. A Floating Life . 5:14
2. True Believers - 5:03
3. My Hero (non presente nella versione LP) - 4:15
4. Kouyate - 4:52
5. Hours by the Window - 5:10